# Canoë-kayak aux Jeux olympiques d'été de 2012 - C2 1000 mètres hommes
Navigation
Pékin 2008 Rio de Janeiro 2016
L'épreuve masculine du C2 1 000 mètres des Jeux olympiques d'été 2012 de Londres se déroulera au Dorney Lake, du 7 au 9 août 2012.

## Format de la compétition
« Le vainqueur de chaque éliminatoire est directement qualifié pour la finale A et les autres s’affrontent en demi-finales, pendant lesquelles les trois meilleurs bateaux se qualifient pour la finale A et les autres pour la finale B (qui détermine le classement des bateaux de neuf à 16). »

## Programme
Tous les temps correspondent à l'UTC+1
| Date              | Horaire         | Manche              |
| ----------------- | --------------- | ------------------- |
| Mardi7 août 2012  | 09 h 46 10 h 55 | Séries Demi-finales |
| Jeudi 9 août 2012 | 09 h 30         | Finale              |

## Résultats

### Séries

#### Série 1
| Rang | Athlète                           | Pays               | Temps          | Notes |
| ---- | --------------------------------- | ------------------ | -------------- | ----- |
| 1    | Peter Kretschmer Kurt Kuschela    | Allemagne          | 3 min 34 s 435 | Q     |
| 2    | Alexey Korovashkov Ilya Pervukhin | Russie             | 3 min 37 s 568 |       |
| 3    | Huang Maoxing Li Qiang            | Chine              | 3 min 38 s 483 |       |
| 4    | Jaroslav Radoň Filip Dvořák       | République tchèque | 3 min 38 s 711 |       |
| 5    | Marcin Grzybowski Tomasz Kaczor   | Pologne            | 3 min 38 s 759 |       |
| 6    | Alex Haas Jake Donaghey           | Australie          | 3 min 52 s 589 |       |

#### Série 2
| Rang | Athlète                                   | Pays        | Temps          | Notes |
| ---- | ----------------------------------------- | ----------- | -------------- | ----- |
| 1    | Sergiy Bezugliy Maksim Prokopenko         | Azerbaïdjan | 3 min 38 s 042 | Q     |
| 2    | Erlon Silva Ronilson Oliveira             | Brésil      | 3 min 41 s 014 |       |
| 3    | Andrei Bahdanovich Aliaksandr Bahdanovich | Biélorussie | 3 min 42 s 599 |       |
| 4    | Alexandru Dumitrescu Victor Mihalachi     | Roumanie    | 3 min 43 s 787 |       |
| 5    | Serguey Torres José Carlos Bulnes         | Cuba        | 3 min 44 s 341 |       |
| 6    | Fortunato Pacavira Nelson Henriques       | Angola      | 4 min 16 s 478 |       |

### Demi-finales

#### Demi-finale 1
| Rang | Athlète                                   | Pays        | Temps          | Notes |
| ---- | ----------------------------------------- | ----------- | -------------- | ----- |
| 1    | Alexey Korovashkov Ilya Pervukhin         | Russie      | 3 min 36 s 456 | Q     |
| 2    | Andrei Bahdanovich Aliaksandr Bahdanovich | Biélorussie | 3 min 36 s 540 | Q     |
| 3    | Alexandru Dumitrescu Victor Mihalachi     | Roumanie    | 3 min 36 s 551 | Q     |
| 4    | Marcin Grzybowski Tomasz Kaczor           | Pologne     | 3 min 37 s 695 |       |
| 5    | Alex Haas Jake Donaghey                   | Australie   | 3 min 52 s 018 |       |

#### Demi-finale 2
| Rang | Athlète                             | Pays               | Temps          | Notes |
| ---- | ----------------------------------- | ------------------ | -------------- | ----- |
| 1    | Huang Maoxing Li Qiang              | Chine              | 3 min 37 s 746 | Q     |
| 2    | Jaroslav Radoň Filip Dvořák         | République tchèque | 3 min 37 s 839 | Q     |
| 3    | Serguey Torres José Carlos Bulnes   | Cuba               | 3 min 41 s 619 | Q     |
| 4    | Erlon Silva Ronilson Oliveira       | Brésil             | 3 min 42 s 101 |       |
| 5    | Fortunato Pacavira Nelson Henriques | Angola             | 4 min 18 s 543 |       |

### Finales

#### Finale A
| Rang                                | Athlète                                   | Pays               | Temps          | Notes |
| ----------------------------------- | ----------------------------------------- | ------------------ | -------------- | ----- |
| Médaille d'or, Jeux olympiques      | Peter Kretschmer Kurt Kuschela            | Allemagne          | 3 min 33 s 804 |       |
| Médaille d'argent, Jeux olympiques  | Andrei Bahdanovich Aliaksandr Bahdanovich | Biélorussie        | 3 min 35 s 206 |       |
| Médaille de bronze, Jeux olympiques | Alexey Korovashkov Ilya Pervukhin         | Russie             | 3 min 36 s 414 |       |
| 4                                   | Sergiy Bezugliy Maksim Prokopenko         | Azerbaïdjan        | 3 min 37 s 219 |       |
| 5                                   | Jaroslav Radoň Filip Dvořák               | République tchèque | 3 min 37 s 601 |       |
| 6                                   | Serguey Torres José Carlos Bulnes         | Cuba               | 3 min 42 s 357 |       |
| 7                                   | Alexandru Dumitrescu Victor Mihalachi     | Roumanie           | 3 min 43 s 005 |       |
| 8                                   | Huang Maoxing Li Qiang                    | Chine              | 3 min 48 s 930 |       |

#### Finale B
| Rang | Athlète                             | Pays      | Temps          | Notes |
| ---- | ----------------------------------- | --------- | -------------- | ----- |
| 9    | Marcin Grzybowski Tomasz Kaczor     | Pologne   | 3 min 37 s 692 |       |
| 10   | Erlon Silva Ronilson Oliveira       | Brésil    | 3 min 41 s 484 |       |
| 11   | Alex Haas Jake Donaghey             | Australie | 3 min 50 s 782 |       |
| 12   | Fortunato Pacavira Nelson Henriques | Angola    | 4 min 15 s 497 |       |

## Sources
- Le site officiel du Comité international olympique
- Site officiel de Londres 2012